# Yōko Watanabe
Yōko Watanabe (渡辺 葉子?, Watanabe Yōko; 12 luglio 1953 – Milano, 15 luglio 2004) è stata un soprano giapponese.
Yōko Watanabe ebbe una carriera internazionale, portando in tutta Europa la Madama Butterfly.

## Biografia
Yōko nasce a Fukuoka da Kan Watanabe e Isako Morooka. Studia da bambina danza classica e pianoforte. A seguito del suo sviluppo fisico piuttosto pronunciato viene sconsigliata dai suoi maestri nel proseguire nello studio della danza. Prosegue nello studio del pianoforte ed a sedici anni, sentendosi inclinata verso il palcoscenico ed avendo una bella voce inizia a studiare canto lirico con Kuniko Kozono dopo aver assistito ad una sua recita di Madama Butterfly. A diciotto anni si trasferisce a Tokyo per laurearsi in canto e pianoforte presso l'Università Statale di Tokyo. Partecipa al Concorso Mondiale Madama Butterfly vincendo il secondo premio ed incontra colui che in seguito diventerà suo marito, il tenore Renato Grimaldi. Ottiene una borsa di studio per perfezionarsi in Italia e si trasferisce a Milano dove viene ammessa alla Scuola di Perfezionamento per Cantanti Lirici del Teatro alla Scala e studia con il M° Pastorino e Gina Cigna per tre anni. Nel frattempo vince il Concorso Internazionale di Treviso guadagnandosi il diritto a cantare cinque recite dei Pagliacci nel ruolo di Nedda ottenendo i primi successi Italiani.
| Controllo di autorità | Europeana agent/base/151774 |